# Fujiwara no Tadazane
Fujiwara no Tadazane (藤原 忠実) (né en 1078, mort le 31 juillet 1162) est un régent japonais du début du XIIe siècle, membre de l'influente famille des Fujiwara. Il est le petit-fils de Fujiwara no Morozane.
Il est régent de 1105 à 1121 (Sesshō ou Kampaku) pour trois empereurs : 
- 1105 - 1107 Kampaku pour l'empereur Horikawa.
- 1107 - 1113 Sesshō pour l'empereur Toba.
- 1113 - 1121 Kampaku pour l'empereur Toba.

Il construit la résidence  Fukedono au nord du temple Byōdō-in en 1114. Son fils ainé, Fujiwara no Tadamichi, lui succède comme régent et joue un rôle majeur durant la rébellion de Hōgen de 1156. Il avait une relation tendue avec son frère Fujiwara no Yorinaga, beaucoup plus jeune que lui.
- Notices d'autorité :   - VIAF
  - ISNI
  - BnF (données)
  - IdRef
  - LCCN
  - GND
  - Japon
  - CiNii
  - Norvège
  - Lettonie
  - WorldCat

## Source de la tradition
- (de) Cet article est partiellement ou en totalité issu de l’article de Wikipédia en allemand intitulé « Fujiwara no Tadazane » (voir la liste des auteurs).